# Шариатская гвардия
Шариатская гвардия или шариатская полиция (араб. مطوعين‎ — мутавваъин — букв. «добровольцы, волонтёры») — исламская религиозная полиция (полиция нравов), которая следит за соблюдением религиозных норм и общественной морали от имени национальных или региональных властей на основе толкования шариата, а также для исполнения решений шариатских судов вплоть до смертных приговоров. В ряде исламских стран шариатская полиция является составной частью МВД.
Существование шариатской полиции, как правило, оправдывается со ссылкой на доктрину хисба, которая основана на предписании Корана «приказывать одобряемое и удерживать от неодобряемого» и ссылается на обязанность мусульман поощрять нравственную прямолинейность и вмешиваться, когда другой мусульманин действует неправильно. В досовременном исламе его правовая реализация была поручена государственному должностному лицу — мухтасибу, которому было поручено предотвращать мошенничества, нарушения общественного порядка и морали. Должность была восстановлена в Саудовской Аравии как комитет, которому помогают добровольческие силы, нацеленные на обеспечение соблюдения религиозных норм. Подобные учреждения позже появились в некоторых других странах. Полномочия и обязанности исламской религиозной полиции варьируется от страны к стране, причём, последняя обычно включает в себя соблюдение исламского кодекса ношения одежды (дресс-кода) и посещение молитв, а также предотвращение потребления алкоголя и публичных взаимодействий, которые считается нарушением исламских сексуальных норм.
Исламские религиозные полицейские организации противоречивы как на местном, так и на международном уровне. Хотя эти учреждения, как правило, пользуются поддержкой консервативной части общества, их деятельность часто не нравится другим слоям населения, особенно либералам, городским женщинам и молодёжи. Так, реформистски настроенный президент Ирана Хасан Рухани раскритиковал религиозную полицию Ирана, но он не контролирует её в соответствии с конституцией. В нигерийском штате Кано религиозная полиция конфликтовала с силами гражданской полиции. Некоторые случаи, когда религиозная полиция широко толковала свои полномочия, получили широкое общественное осуждение.

## История
Классическая доктрина хисбы, связанная с предписанием Корана «приказывать одобряемое и удерживать от неодобряемого», относится к обязанности мусульман поощрять нравственную прямолинейность и вмешиваться, когда другой мусульманин действует неправильно. Исторически сложилось так, что его правовая реализация была поручена государственному должностному лицу — мухтасибу, которому было поручено предотвращать мошенничества, нарушения общественного порядка и морали. Со временем эта должность исчезла повсюду в мусульманском мире, включая Аравию, но была возрождена в первом саудовском государстве (1744–1818) и сохранилась во втором (1818–1891) из-за его важности в учении ваххабитов. При третьем саудовском государстве наиболее усердные последователи Ибн-Сауда были назначены мухтасибами, но их жестокость вызвала конфликт с местным населением и иностранными паломниками. В ответ в 1932 году в Эр-Рияде и Мекке были созданы комитеты добродетели. В 1976 году комитеты были объединены под руководством министерского чиновника, действующим под прямым королевским командованием. Объединённому комитету по поощрению добродетели и удержанию от порока помогали волонтёры, которые следят за соблюдением строгих правил хиджаба, ежедневных молитв и разделения по признаку пола в общественных местах. С ростом международного влияния ваххабизма концепция хисбы как индивидуального обязательства по соблюдению религиозных обрядов стала более распространённой. Это привело к появлению в разных странах мира активистов, которые пытались по собственной инициативе заставить собратьев-мусульман соблюдать исламские ритуалы, дресс-код и другие аспекты шариата, в результате чего произошли инциденты в Лондоне (2013—2014), Вуппертале (2014) и Сидар-Риверсайде (Миннеаполис, Миннесота; 2016—2017), вызвавшие негативную реакцию властей, местных жителей и части мусульманских лидеров.
В Иране хисба была закреплена в конституции после победы исламской революции 1979 года как «универсальная и взаимная обязанность», возложенная как на правительство, так и на народ. Её реализация осуществлялась официальными комитетами, а также силами добровольцев (басидж).. 
В нигерийском штате Кано действует полиция Хисба; 
в индонезийской провинции Ачех религиозная полиция Polisi Perda Syariah Islam; 
в палестинском секторе Газа — Комитет по пропаганде добродетели и предотвращению порока, в Афганистане (1992—2001) — Министерство по распространению добродетели и наказанию за грехи, а также другие группы.

## Шариатский суд
В отличие от норм европейского права, решения в шариатских судах принимает не коллегия присяжных, а лично кади (шариатский судья) в суде первой инстанции. Выступают в суде лично сами истец и ответчик, адвокат только готовит документы и консультирует на досудебной стадии.
В апелляционной инстанции решения выносят трое кади. Кассации в шариате нет. В судебной системе образуется Высший судебный совет (у суннитов) или Муджтахид судебной власти (Иран), которые назначают всех судей и являются надзорной инстанцией. Коллегии присяжных не образуются из-за того, что в доктрине исламского права кади обязан помочь сторонам в разрешении конфликта и он является факихом, то есть знатоком права.
В странах, которых исламское право сохраняет свои позиции, сформировались несколько моделей правовых систем, различающихся между собой характером и масштабом воздействия на них шариата. Для первой модели, например, в Саудовской Аравии характерна судебная система, полностью ориентированная на исламские принципы. В рамках второй модели, например, в Сирии, Ираке, Иордании, шариатские суды специализируются на разрешении споров по личному статусу мусульман на основе шариата. Третья модель, в таких странах, как Египет, Ливия, Кувейт, ОАЭ, не включает особые шариатские суды и в целом ориентируются на европейские, а не на шариатские традиции. В то же время, суды этих стран могут обращаться к отдельным принципам шариатского правосудия, например при разрешении споров по вопросам личного статуса между мусульманами, а иногда, в Ливии и ОАЭ, и при рассмотрении уголовных дел, допускающих возможность вынесения приговоров по шариату.

## Предусмотренные шариатом наказания
Коран предусматривает публичность наказания (24:2) и обязательное наличие не менее четырёх свидетелей (24:4)
- Побиение камнями (раджм)
- Усекновение головы мечом (Коран 47:4)
- Отсечение руки за воровство (Коран 5:38)
- 100 ударов за прелюбодеяние (Коран 24:2)
- 80 ударов за лжесвидетельство (Коран 24:4)
- Штраф-дийа (араб. ديت‎) за непредумышленное убийство (Коран 4:92)

## Шариатские гвардии по странам

### Афганистан

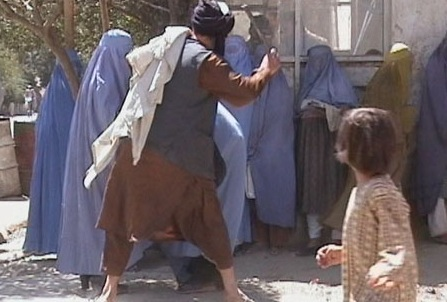
Религиозный полицейский избивает женщину за то, что она публично сняла свой головной убор, Кабул, 2001 год (изображение получено Революционной ассоциацией женщин Афганистана)

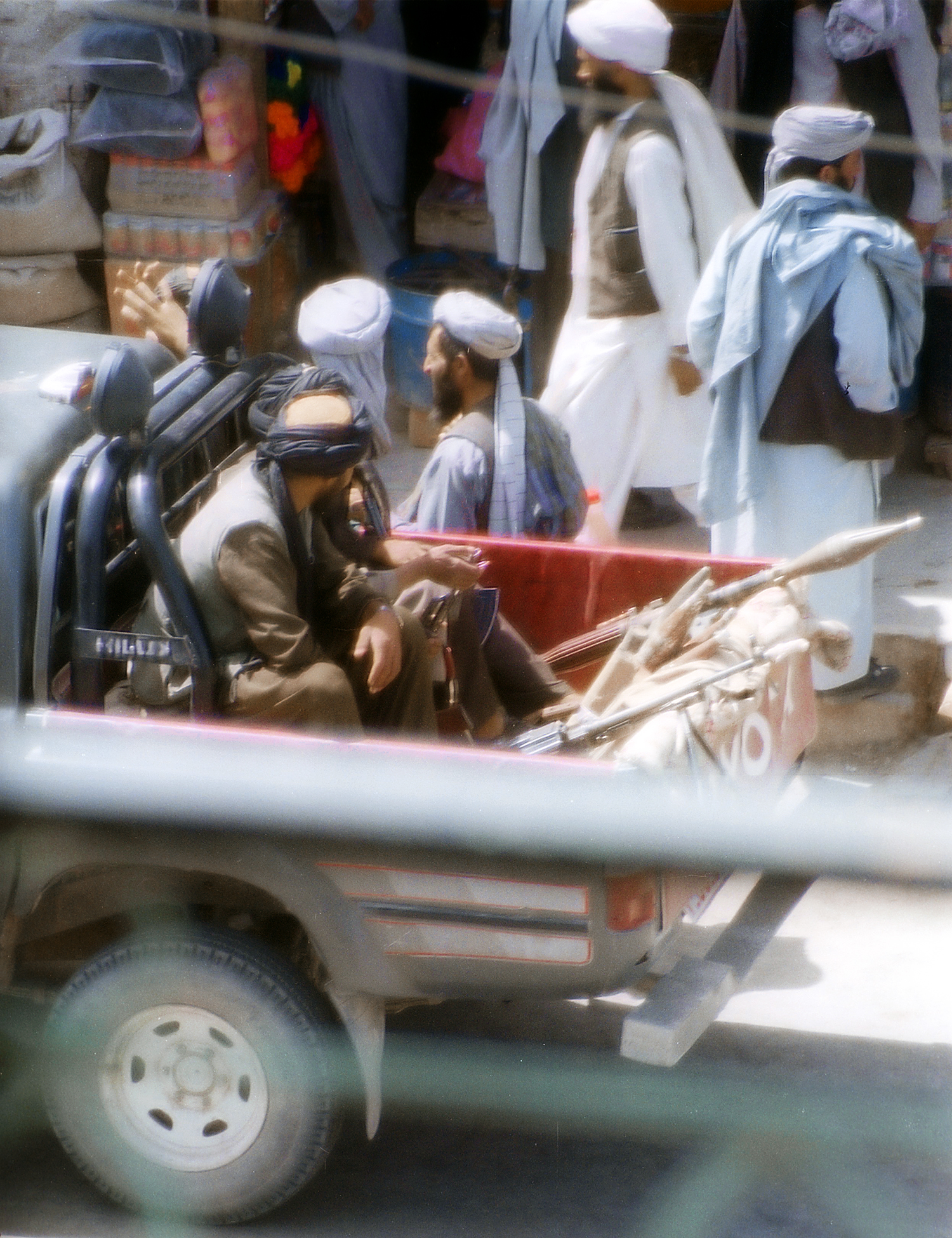
Шариатская полиция талибов патрулирует улицу в Герате в июле 2001 года.

Министерство по распространению добродетели и предотвращению порока, созданное в 1992 году при режиме президента Раббани (Исламское Государство Афганистан), продолжило свою деятельность и во времена первого правления талибов (Исламский Эмират Афганистан). При талибах министерство было организовано по образцу аналогичной организации в Саудовской Аравии. После вторжения сил коалиции Министерство было вначале расформировано, а затем восстановлено в 2003 году председателем Верховного суда. В 2006 году было реорганизовано; президент Карзай представил законопроект о создании нового департамента «распространения добродетели и предотвращения порока» при Министерстве по делам хаджа и религиозных дел.

### Иран

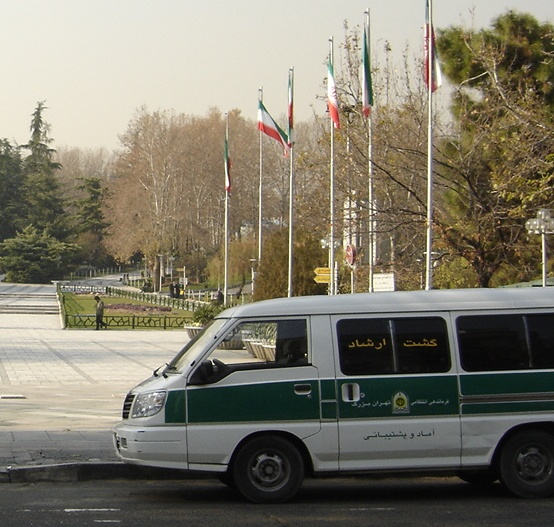
Автомобиль Назидательного патруля, припаркованный перед парком «Меллат»Mellat Park в Тегеране

Назидательный патруль (перс. گشت ارشاد‎ / Gašt-e Eršād) — основное подразделение исламской религиозной полиции правоохранительных сил Исламской Республики Иран. Создан в 2005 году, сменив ранее существовавшие учреждения аналогичного характера. Его миссия заключается в обеспечении в общественных местах исламского дресс-кода (см. статью Одежда в исламе), особенно в отношении хиджаба. Кроме того, патруль также обеспечивает соблюдение исламских кодексов и норм поведения на публике, таких как предотвращение смешения мужчин и женщин без мужского опекуна (махрам) и предотвращение других типов поведения, которые не являются исламскими. Городские женщины, особенно из зажиточных кругов, считают это бедствием, пытаясь раздвинуть границы дресс-кода. Президент Хасан Рухани выразил несогласие с Назидательным патрулём, но он не подпадает под его конституционную юрисдикцию.

### Малайзия
В Малайзии соблюдение религиозных норм обеспечивает Исламский религиозный департамент федеральных территорий (JAWI). Департамент подчиняется Департаменту премьер-министра и выполняет программы и проекты, утверждённые Исламским религиозным советом федеральных территорий (MAIWP). Наказуемыми преступлениями являются кхалват, то есть нахождение в непосредственной близости от любой особы противоположного пола, за исключением родственников, и прелюбодеяние, которое может привести к тюремному заключению на срок до двух лет. По данным местных газет, малайзийская шариатская полиция задержала сотни пар. Другие преступления включают внебрачный секс, употребление алкоголя, несоблюдение поста во время Рамадана, непосещение мечети во время пятничной молитвы. Департамент также наказывает мусульман-геев. Малайзийская шариатская полиция часто обвиняется в превышении своего мандата, так как дублирование и неоднозначная юрисдикция светских и шариатских законов часто приводит к правовой путанице.

### Нигерия
Основная статья: Корпус «Аль-Хисба»
Корпус «Аль-Хисба» нигерийского штата Кано является подразделением религиозной полиции, ответственным за соблюдение шариата. Он был создан правительством штата в 2003 году на базе ряда бывших местных и частных охранных подразделений. Корпус действует под юрисдикцией Совета Хисба, в состав которого входят правительственные чиновники, светские полицейские и религиозные лидеры, и в значительной степени децентрализован, местные подразделения корпуса контролируются комитетами, состоящими из местных чиновников и граждан. Корпус «Аль-Хисба» не имеет полномочий проводить аресты, и ему разрешается носить только нелетальное оружие для самообороны; подразумевается, что офицеры корпуса, выявив нарушения шариата, известят об этом полицию Нигерии. В обязанности Корпуса «Аль-Хисба» входит арбитражное разбирательство споров на добровольной основе, устное наказание нарушителей шариата и поддержание общественного порядка на религиозных праздниках. Сотрудники корпуса также обучены помогать при чрезвычайных ситуациях. 
У корпус были конфликты с полицией Нигерии, причём последняя часто отказывался сотрудничать с корпусом в обеспечении соблюдения шариата и неоднократно арестовывала членов «Аль-Хисбы» за нарушение права частной собственности.
Некоторые наблюдатели сравнивают деятельность «Аль-Хисбы» в Нигерии с группами боевиков, которые действуют в других частях страны, частично исходя из местных традиций и частично в ответ на неудачи полиции. Однако по состоянию на 2004 год «Хьюман Райтс Вотч» не было известно об убийствах, совершённых членами корпуса, в отличие от других групп боевиков, таких как «Парни Бакасси» на юго-востоке и Народный конгресс оодуа на юго-западе страны, которые широко известны многочисленными внесудебными расправами и другими злоупотреблениями.

### Ичкерия
Согласно данным некоторых российских СМИ, в сентябре 1996 года в самопровозглашённой Чеченской Республики Ичкерия (ЧРИ) был введён Уголовный кодекс, в основу которого легли нормы шариата, а в октябре исполняющий обязанности президента ЧРИ Зелимхан Яндарбиев создал Шариатскую гвардию ЧРИ для контроля за внедрением УК и исполнением вердиктов шариатских судов. Заявлялось, что шариатская гвардия имела официальный статус как орган исполнения наказаний при Министерстве шариатской безопасности ЧРИ, а её действия в ходе межвоенного кризиса в 1998 году привели к волнениям в Гудермесе, после чего президент Аслан Масхадов расформировал шариатскую гвардию.  Возглавлял Шариатскую гвардию чеченский полевой командир Абдул-Малик Межидов (1961—?), бригадный генерал ВС ЧРИ.

### Саудовская Аравия
См. также: Свобода вероисповедания в Саудовской Аравии
В Саудовской Аравии шариатская полиция подчинена Комитету по поощрению добродетели и удержанию от порока. Комитету поручено обеспечивать соблюдение консервативных исламских норм общественного поведения, определённых саудовскими властями. Он следит за соблюдением исламского дресс-кода, гендерной сегрегации в общественных местах и обеспечивает закрытие магазинов во время молитвы. Комитет пользуется поддержкой среди консервативно настроенной части общества, в то время как либералы и часть молодёжи его не любят.
Общая численность шариатской полиции Саудовской Аравии около 3500 человек. Саудовская шариатская полиция имеет право собирать и расследовать жалобы, а также задерживать подозреваемых. Также шариатские полицейские патрулируют улицы и общественные места с целью соблюдение запрета на реализацию и употребление наркотиков, алкоголя и свинины, предотвращения проституции, хулиганства и краж. Они также тщательно следят за соблюдением приличий в одежде. В апреле 2016 года стало известно, что согласно новому закону шариатская гвардия лишена права задерживать подозреваемых, а должна лишь сообщать о них обычным полицейским. Фиксируются столкновения между элитной Национальной гвардией королевства и шариатской гвардией из-за действий последней.
В некоторых случаях религиозная полиция Саудовской Аравии подвергалась широкому осуждению в стране, в том числе, за случаи проникновения в частные дома по подозрению в незаконном поведении. Возможно, самый серьёзный и широко критикуемый инцидент произошёл в 2002 году, когда их обвинили в том, что в результате пожара в школе для девочек в Мекке 11 марта 2002 года погибло 15 учениц, которым полицейские не позволили покинуть горящее здание, поскольку они «не были должным образом одеты», и с ними не было опекуна. Пожарные, которые прибыли, чтобы помочь, были также мужчинами. Последовала широкая общественная критика, как на международном уровне, так и в Саудовской Аравии. Комитет также подвергался критике или высмеиванию за использование порки для наказания за определённые проступки, запрещение подарков на День Святого Валентина, арест католических священников за проведение мессы, и укомплектование штатом «экс-осуждёнными, чья единственная квалификация работы состояла в том, что они запомнили Коран, чтобы сократить свои сроки».
В рамках программы «Видение Саудовской Аравии 2030» наследный принц Мухаммед ибн Салман реформировал религиозную полицию, а также расширил свободы для женщин: религиозная полиция может работать только в рабочее время, не может задерживать или производить аресты и может только представлять отчёты гражданским властям. Кроме того, Комитет больше не может ограничивать право женщин на вождение автомобилей, а также не может запрещать им посещать спортивные мероприятия.

### Судан
В Судане шариатской полицией служит Полицейская общественная служба. Была создана в 1993 году президентом Омаром аль-Баширом под названием Полиция общественного порядка. Закон об общественном порядке был принят суданскими властями первоначально в штате Хартум в 1992 году, а затем применён ко всем штатам. Название было изменено в 2006 году.
Полицейская общественная служба отвечает за обеспечение соблюдения правил поведения в отношении некоторых видов личного поведения, в том числе непристойной одежды, употребления алкоголя, оскорбительных действий и обольщения. Наказание может включать порку и штраф. Суд по общественному порядку, который рассматривает такие дела, представляет собой параллельную судебную систему, которая выносит сводные решения. 

В июне 2015 года 10 студенткам были предъявлены обвинения в ношении «непристойного платья» после выхода из церкви — на всех на них были рубашки с длинными рукавами и юбки или брюки. В декабре 2017 года 24 женщины были арестованы на закрытом собрании за ношение брюк, позже они были освобождены..
Многие суданцы возмущены деятельностью религиозной полиции как репрессивной и произвольно навязчивой, хотя её поддерживают салафисты и другие религиозные консерваторы.
Реформы, проведённые саудовскими правителями в 2016 году, затронули, в том числе, и религиозную полицию.

### Другие страны
Исламские религиозные полицейские силы существуют и в других странах:
- Вилаятул Хисба (Wilayatul Hisbah) — исламская религиозная полиция, ответственная за соблюдение законов шариата в провинции Ачех (Индонезия)[47];
- Комитет по пропаганде добродетели и предотвращению порока (сектор Газа)[англ.] — группа в секторе Газа, ответственная за соблюдение шариата[48][49][50]. Де-факто входит в состав полицейских сил правительства ХАМАС[49][50];
- С 2015 года в сирийском Идлибе действовала религиозная полиция «Аль-Хисба», которой руководили повстанцы, связанные с Аль-Каидой[15][51];
- В районах, находящихся под её контролем ИГИЛ, действовала религиозная полиция, широко известную как «Аль-Хисба»[52][53].